# 練馬区立開進第三中学校
練馬区立開進第三中学校（ねりまくりつかいしんだいさんちゅうがっこう）は、東京都練馬区にある公立の中学校。略称は開三中（かいさんちゅう）または開進三中（かいしんさんちゅう）。2019年(令和元年)5月時点の生徒数は12学級345名である。

## 概要
毎年、近隣町会や住民と共同の「合同防災訓練」が行われており、生徒は、東京消防庁練馬消防署員・消防団員からAEDの使い方や担架搬送、初期消火の方法などを学ぶ。2008年度には、消防総監賞を受賞した（同校玄関に賞状が飾られている）。

## 沿革
学校教育法の施行にともなって練馬区で開設された中学校13校の1つ。
- 1947年（昭和22年）
  - 4月11日 - 板橋区立開進第三中学校として設立
  - 5月1日 - 東京都立第四商業学校を仮校舎として開校
  - 8月1日 - 練馬区が板橋区から分離し、練馬区立開進第三中学校となる
- 1948年（昭和23年）9月18日 - 練馬区立練馬東中学校（現・練馬区立旭丘中学校）とともに江古田1875番地に移転
- 1951年（昭和26年）9月1日 - 現校地に移転
- 1957年（昭和32年）5月29日 - 体育館兼講堂竣工
- 1961年（昭和36年）4月1日 - 開進第四中学校が分離独立
- 1962年（昭和37年）9月3日 - プール竣工
- 1973年（昭和48年）3月 - 校舎改築
- 1982年（昭和57年）3月31日 - 体育館兼講堂改築竣工
- 2009年（平成21年）3月31日 - 西校舎完成
- 2023年（令和5年）  7月8日

## 学校行事
- 4月 始業式、入学式、新入生歓迎会、部活説明会、全校保護者会
- 5月 開校記念日、前期生徒総会、離任式、体育祭
- 6月 修学旅行（3年生）、定期考査I
- 7月 都学力調査、全校保護者会、セーフティ教室、職場体験（2年生）、三涼祭（みすずさい）
- 夏休み 臨海学校（1年生）⇒令和4年度よりイングリッシュキャンプ（通称:Eキャン）（1年生）
- 9月 情報モラル講習会、合同防災訓練、定期考査Ⅱ、連合陸上、生徒会役員選挙
- 10月 連合音楽会、終業式、始業式、遠足（2年生）、生徒会役員選挙、後期生徒総会
- 11月 定期考査Ⅲ
- 12月 スマイルクリーン運動
- 1月 百人一首大会、連合書初、スキー教室（2年生）、連合ダンス発表会
- 2月 新入生保護者説明会、定期考査IV
- 3月 合唱祭、卒業式、保護者会、修了式

（練馬区立開進第三中学校パンフレット より抜粋）

## 生徒会活動
- あいさつクリーン運動（2013年度よりスマイルクリーン運動に改称）
  - 2009年11月初旬〜12月初旬まで行われた。2009年度練馬区いじめ防止実践事例発表会において、いじめ防止で優れた実践があったとして〈保護者・地域との連携部門〉にて報告した。（練馬区教育委員会発行「教育だより」第151号より）
- 三涼祭（みすずさい）
  - 生徒会が提起し、同校おやじの会主催、同校PTA協力の下、2010年7月24日に同校校庭で行われた。平成22年度の開催が初めて。
  - 2013年度も7月20日に同校校庭で開催した。
- 生徒会マスコット
  - 生徒の考案でできたキャラクター。あいさつ男（マン）と呼ばれる。
  - 読売新聞東京版の地域面、 朝日中学生ウィークリーに掲載された。

## 部活動

### 運動部
- バレー部（女子）
- ソフトテニス部 (男子・女子)
- 野球部
- バスケットボール部（男子・女子）
- サッカー部
- 剣道部
- 卓球部
- 空手部
- ソーランクラブ

### 文化部
- 吹奏楽部
- 美術部
- 工作部
- 家庭科部
- 将棋部

## 施設
- 本校舎
  - 普通教室
  - 特別教室
    - 美術室
    - 理科室（第1、第2）
    - 弱視教室
    - TT教室
    - 東多目的室（旧視聴覚室は消滅）
    - My step up room(通称:マイステ)

  - 図書室
  - 生徒会室
  - PTA室

- 西校舎（新校舎）
  - 特別教室
    - 家庭教室
    - 音楽教室
    - 技術教室
    - 音楽練習室
    - 西多目的室

- 体育館

練馬区立桜台体育館と隣接
- プール

25m標準プール、最深160cm（体育館横）

## 制服
2011年度入学生から標準服を改定した。
2021年度より衣替えが廃止。

## 通学区域
北は石神井川、南は千川通りを境とし、東はおおむね江古田駅より西、西はおおむね桜台駅以東を学区とする。
- 栄町
- 桜台一丁目
- 桜台二丁目
- 桜台三丁目（1-7、12-48）
- 桜台五丁目（26-40）
- 桜台六丁目

## 進学前小学校
区立中学校選択制度があり区内の遠方から通学している生徒も多くいるが、学区指定による小学校は以下の通り。※印は小中一貫教育グループの構成校。
- 開進第二小学校(※)
- 開進第三小学校(※)

## 学区内の主な施設
- 練馬東税務署
- 桜台駅

## 交通
- 東京メトロ有楽町線・副都心線氷川台駅より徒歩15分
- 西武有楽町線新桜台駅より徒歩20分
- 西武池袋線桜台駅より徒歩25分

## 著名な出身者
- 池上彰 - ジャーナリスト[5]
- 亀田誠治 - 音楽プロデューサー[6]
- 大希颯 - 宝塚歌劇団星組男役
- 神様あゆみ - モデル、タレント